# (34158) Rachelchang
2000 QB24 (asteroide 34158) é um asteroide da cintura principal. Possui uma excentricidade de 0.07322010 e uma inclinação de 1.28460º.
Este asteroide foi descoberto no dia 25 de agosto de 2000 por LINEAR em Socorro.